# Củ gấu
Củ gấu hay cỏ gấu, cỏ gấu vườn, cỏ cú, hương phụ (danh pháp hai phần: Cyperus rotundus) là loài thực vật thuộc họ Cói, bản địa của châu Phi, Nam Âu, Trung Âu và Nam Á. Từ cyperus xuất phát từ tiếng Hy Lạp "κύπερος" (kuperos) và rotundus là tiếng Latin, đều có nghĩa là "tròn".
Cyperus rotundus là loài cây sống lâu năm, có thể mọc cao tới 40 cm. Tên gọi "cỏ gấu" cũng chia sẻ với Cyperus esculentus (cói gấu tầu hay cỏ gấu tầu).
Giống như các loài khác trong họ Cyperaceae, lá của nó mọc thành nhiều tầng, gồm 3 lá mỗi tầng từ gốc cây. Đoạn thân mang hoa có tiết diện hình tam giác. Hoa lưỡng tính có 3 nhị và một lá noãn với 3 đầu nhụy. Quả là dạng quả bế ba góc.
Hệ rễ của cỏ gấu non ban đầu hình thành từ các thân rễ màu trắng to mập. Một số thân rễ mọc ngược lên trên mặt đất, sau đó hình thành cấu trúc giống như hành mà từ đó các chồi và rễ mới hình thành, và từ các rễ mới lại hình thành ra các thân rễ mới. Các thân rễ khác mọc ngang hay chui xuống dưới và tạo ra các củ màu nâu đỏ sẫm hay một chuỗi các củ.

## Vấn đề xâm hại và diệt trừ
Cyperus rotundus là một trong số các loài cỏ dại xâm hại nguy hiểm nhất hiện đã biết, có sự phân bố rộng khắp toàn cầu trong khu vực nhiệt đới và ôn đới. Nó được coi là cỏ dại tại trên 90 quốc gia, và gây hại cho trên 50 loại cây lương thực-công nghiệp toàn cầu.
Sự tồn tại của nó trên đồng làm giảm đáng kể năng suất và sản lượng mùa vụ, do nó vừa là loài cây cạnh tranh khó trừ khử các nguồn dinh dưỡng trong đất, vừa là loài cảm nhiễm qua lại, với hệ rễ tạo ra các chất có hại cho các loài cây khác. Tương tự, nó cũng tác động xấu tới các loại cây cảnh trồng trong vườn. Nó rất khó kiểm soát do hệ thống các củ ngầm trong lòng đất và khả năng kháng lại phần lớn các loại thuốc diệt cỏ. Nó cũng là một trong số ít các loài cỏ dại không thể ngăn chặn bằng phủ bổi nhựa.
Việc dọn cỏ trong vườn thường chỉ làm đứt hệ rễ, để lại các củ trong lòng đất mà từ đó cây mới lại xuất hiện nhanh chóng. Việc cầy bừa lại làm cho các củ này phân tán rộng ra khắp đồng, làm cho tình hình xâm hại càng tồi tệ hơn; ngay cả các củ bị cắt đứt ra thành nhiều mảnh cũng có khả năng sinh ra cây mới. Ngoài ra, các củ này có thể sống sót qua các điều kiện khắc nghiệt, càng làm tăng thêm mức độ khó khăn trong việc diệt trừ loài cỏ dại này.
Phần lớn các loại thuốc diệt cỏ chỉ có thể giết chết lá của nó, nhưng gần như không có tác dụng tới hệ rễ và các đoạn thân củ. Thuốc diệt cỏ chứa glyphotphat có thể giết chết củ (cùng với phần lớn các loài cây khác) và việc phun lặp lại có thể dẫn tới thành công. Halosulfuron, tên thương phẩm "Manage" (hiện nay đổi thành "SedgeHammer" tại Hoa Kỳ) hay "Sempra" tại Australia, có thể kiểm soát được cỏ gấu sau khi phun lặp lại mà không gây hại cho các bãi cỏ chăn thả.

## Sử dụng và các khía cạnh tích cực
Mặc dù mang tiếng xấu như là một loài cỏ dại, nhưng củ gấu cũng có một vài công dụng.

### Y học dân gian
Loài cây này được sử dụng trong y học dân gian:
- Trong y học cổ truyền Trung Hoa nó được coi là vị thuốc điều hòa khí cơ bản.
- Loài cây này được đề cập trong Charaka Samhita của y học A Dục Vệ Đà (Ayurveda) của người Ấn Độ cổ đại (khoảng năm 100). Y học A Dục Vệ Đà hiện đại sử dụng loài cây này trong điều trị sốt, các rối loạn tiêu hóa, đau bụng kinh nguyệt và một số bệnh khác.
- Người Ả Rập tại Levant theo truyền thống sử dụng các củ nướng khi chúng còn nóng hay tro nóng từ củ bị đốt cháy để chữa trị các vết thương, các vết thâm tím hay mụn nhọt v.v.

### Sử dụng và nghiên cứu ngày nay
Y học dân gian hiện đại khuyến cáo sử dụng loài cây này để chữa trị nôn mửa, sốt và viêm nhiễm; để giảm đau; giãn cơ và trong điều trị một số bệnh khác.
Một số hoạt chất đã được nhận biết trong củ gấu gồm: α-cyperon, β-selinen, cyperen, cyperotundon, patchoulenon, sugeonol, kobuson và isokobuson, là các hoạt chất có thể giải thích cho công dụng trong y học dân gian một cách khoa học.

### Thực phẩm
Mặc dù củ của cỏ gấu có vị đắng, nhưng nó là ăn được và có giá trị dinh dưỡng. Loài cây này từng được những người châu Phi dùng làm thức ăn trong những năm mất mùa.
Ngoài ra, củ cỏ gấu cũng là một nguồn quan trọng cung cấp các chất khoáng và các nguyên tố vi lượng đối với các loài chim di trú, như sếu.

## Hình ảnh

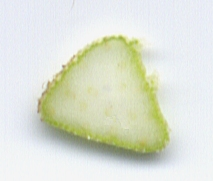
Mặt cắt ngang thân hoa.
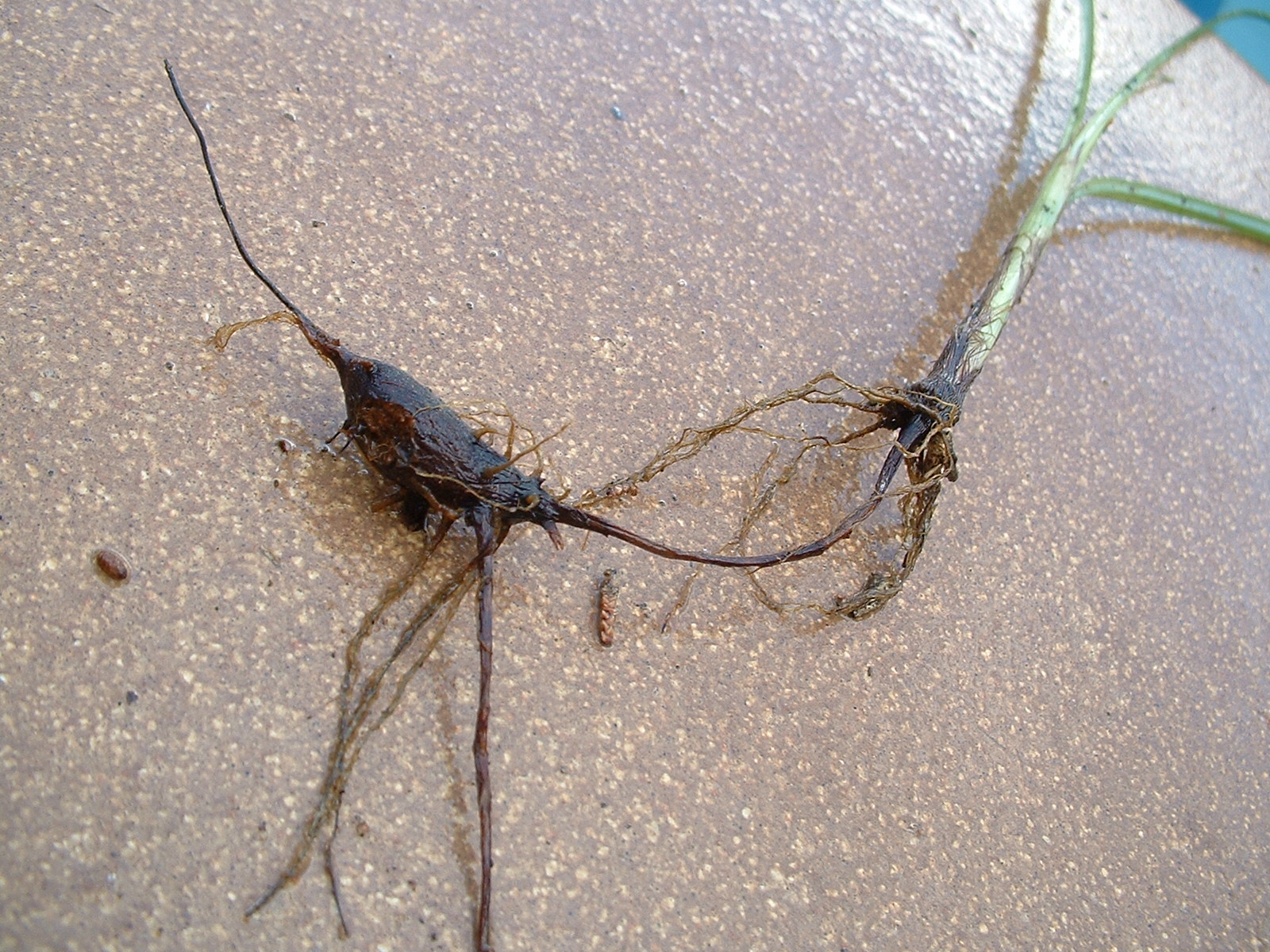
Củ gấu, dài khoảng 20 mm.
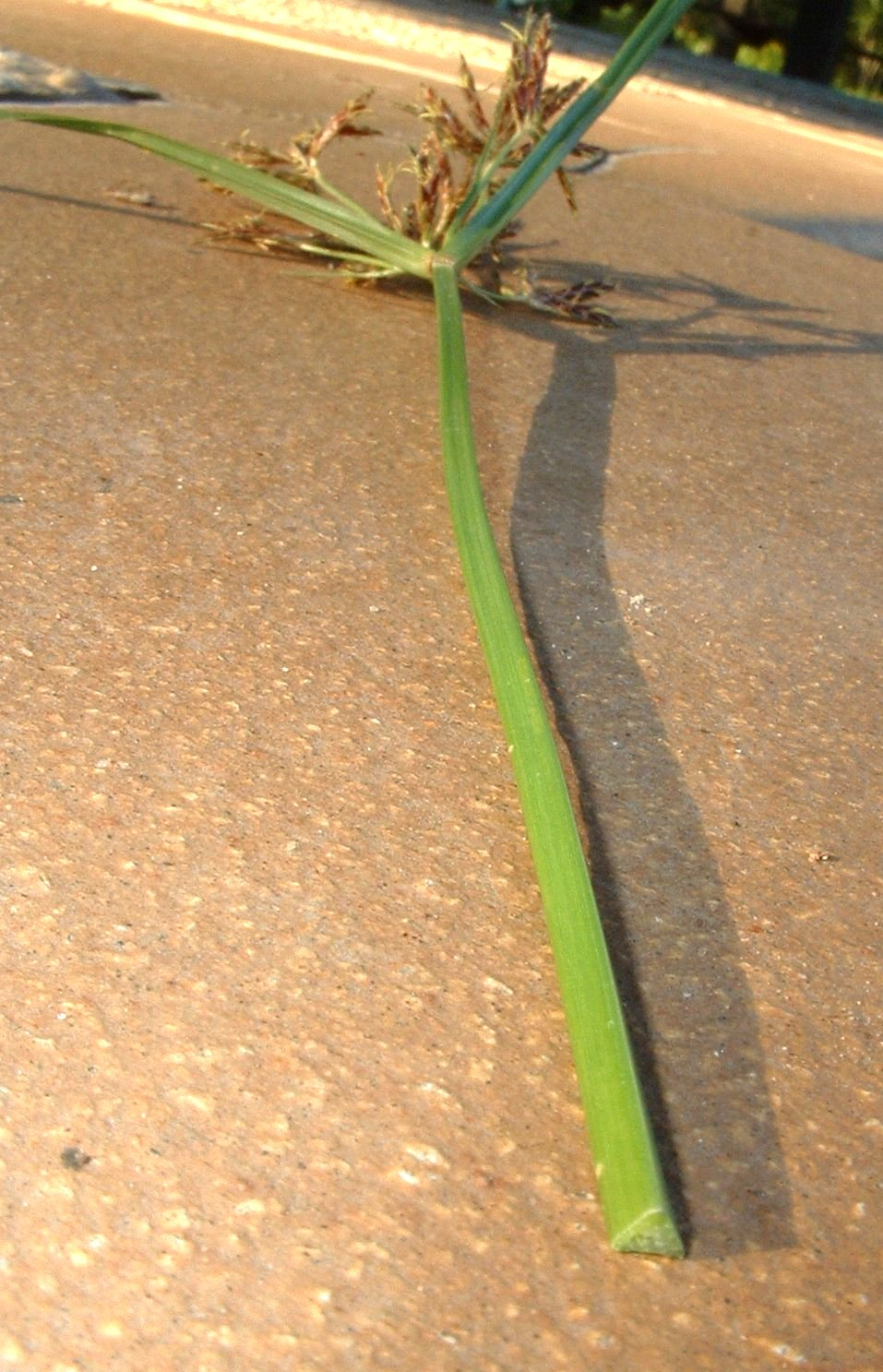
Đoạn thân mang hoa cho thấy tiết diện hình tam giác.